# 木地師
木地師（きじし）は、轆轤（ろくろ、轆轤鉋）を用いて椀や盆等の木工品（挽物）を加工、製造する職人。轆轤師とも呼ばれる。

## 概要
9世紀に近江国蛭谷（現：滋賀県東近江市）で隠棲していた小野宮惟喬親王が、手遊びに綱引轆轤（紐錐轆轤）を考案し、周辺の杣人に木工技術を伝授したところから始まり、日本各地に伝わったと言う伝説がある。異説として、親王の子とされる兼覧王ゆかりの所領であったために、後に親王に由緒を遡らせた創作が作られたとする説もある。蛭谷、君ヶ畑近辺の社寺に残っていた『氏子狩帳』（後述）などの資料から木地師の調査、研究が進んだ。
木地師は惟喬親王の家来、太政大臣小椋秀実の子孫を称し、諸国の山に入り山の7合目より上の木材を自由に伐採できる権利を保証するとされる「朱雀天皇の綸旨」の写しを所持し、山中を移動して生活する集団だった（「朱雀天皇の綸旨」をはじめとする由緒書の多くは、江戸時代の筒井神社の宮司大岩助左衛門重綱の偽作と考えられている）。実際にはこの綸旨は偽文書と見られているが、こうした偽文書をもつ職業集団は珍しくなかった。綸旨の写しは特に特権を保証するわけでもないが、前例に従って世人や時の支配者に扱われることで時とともに実効性を持ち、木地師が定住する場合にも有利に働いた。
木地師は木地物素材が豊富に取れる場所を転々としながら木地挽きをし、里の人や漆掻き、塗師と交易をして生計を立てていた。中には移動生活をやめ集落を作り焼畑耕作と木地挽きで生計を立てる人々もいた。そうした集落は移動する木地師達の拠点ともなった。
江戸時代に入ると、惟喬親王の霊社を祀った神祗官の白川家擁する君ガ畑村（東近江市君ヶ畑町）の大皇太神（鏡寺）と、同じく神祗官の吉田家擁する蛭谷村の筒井八幡（帰雲庵）（東近江市蛭谷町）が、それぞれ自分たちを木地師の氏神と喧伝し、自社の氏子に登録していった（氏子狩）。幕末には木地師は東北から宮崎までの範囲に7000戸ほどいたと言われ、明治中期までは美濃を中心に全国各地で木地師達が良質な材木を求めて20〜30年単位で山中を移住していたという。

## 木地師の伝承
- 石川県加賀市山中温泉真砂（まなご）地区[4]は惟喬親王を奉じる平家の落人の村落と伝わり、時代を経て何通かの御綸旨で森林の伐採を許された主に木地師達の小村落であったり、山中漆器の源とされる。朝倉氏の庇護もあったが天正元年の一乗谷城の戦い以降は庇護も無くなり一部の木地師達は新天地を求めて加賀から飛騨や東北地方に散って行ったとされる[5]。

- 会津には元々少数ながら木地師がいたが、蒲生氏郷や保科氏が転封になった時に近江や信濃から木地師を連れて行った。それらの人々は従来の木地師から「渡り木地」と呼ばれた[6]。

## 木地師が描かれた作品
- 小説『脊梁山脈』乙川優三郎、新潮社、2013年
- アニメーション映画『かぐや姫の物語』 高畑勲監督、スタジオジブリ、2013年
- 映画『光る川』金子雅和監督、プロジェクト　ドーン、2025年

## 関連文献
- 小椋裕樹『手引ろくろの文化史 その技術と木地屋の系譜』吉川弘文館、2021年　ISBN　9784642016650